# Václav Břicháček
Václav Břicháček – Gigant (14. června 1930, Písek – 3. února 2010, Praha) byl český psycholog, vysokoškolský učitel a dlouholetý skaut, v letech 1989–1992 náčelník Junáka.

## Život a působení
Vystudoval psychologii na Filozofické fakultě UK v Praze, řadu let pracoval v Psychologickém ústavu UK. Až do poloviny roku 2009 byl pedagogem Univerzity Karlovy, v posledním období na Fakultě humanitních studií.
Od mládí se angažoval ve skautském hnutí, jeho životní postoje významně ovlivnil filosof Pavel Křivský. Byl členem KSČ, v 70. letech byl ze strany vyloučen.
Po obnově Junáka v letech 1968–1970 byl jeho místonáčelníkem. Jako člen stranické skupiny KSČ byl kooptován do Ústřední rady Junáka, kde se podílel na rozpuštění organizace v rozporu se stanovami; byl také spoluautorem Programu socialistické výchovy v Junáku.
Po třetí obnově v roce 1989 až do dubna 1992 byl náčelníkem Junáka. Valný sněm Junáka jej dne 25. dubna 1992 jmenoval „v uznání celoživotních zásluh o rozvoj skautingu v České republice“ čestným náčelníkem. Společně s Milošem Zapletalem stál u vzniku skautských kurzů FONS, které zahájily celkovou modernizaci skautského vzdělávacího systému. Tuto aktivitu nekonzultoval s tehdejšími členy náčelnictva Junáka odpovědnými za výchovu dospělých, a cíleně tak obešel se svými spolupracovníky oficiální systém.[zdroj?]
Až do své smrti působil na řadě skautských kurzů a jeho výchovným působením bylo ovlivněno mnoho mladých lidí. Je autorem řady knih psychologických i metodických zabývajících se pedagogikou volného času.

## Výběr z díla
- Poselství skautské výchovy, Liberec: Skauting, 1991[nedostupný zdroj]
- Skautský oddíl, Liberec: Skauting, 1992[nedostupný zdroj]
- Skautské putování po stezce životem, Praha: FONS, 1995[nedostupný zdroj]
- Buď připraven, Liberec: Skauting, 1998[nedostupný zdroj]
- Rovering, Liberec: Skauting, 2000[nedostupný zdroj]
- Sondy do světa skautů : sociologické výzkumy Junáka 2000–2003, Praha: Junák, 2003[nedostupný zdroj]
- Studie z psychologie zdraví, Praha: ERMAT, 2007[nedostupný zdroj]
- Moji milí..., Praha: Tiskové a distribuční centrum Junáka, 2008[nedostupný zdroj]

## Citát
Potřeba výchovy, vzdělání a mravnosti je dnes snad ještě naléhavější než dříve, a naše odpovědnost za zítřek nemůže a nesmí zmizet z našich úvah!
Václav Břicháček v Poselství sněmu Junáka 2008